# Katissa elegans
Katissa elegans är en spindelart som först beskrevs av Banks 1909.  Katissa elegans ingår i släktet Katissa och familjen spökspindlar.
Artens utbredningsområde är Costa Rica. Inga underarter finns listade i Catalogue of Life.